# Молодіжна селищна адміністрація
Молоді́жна селищна адміністрація (каз. Молодежный кенттік әкімдігі, рос. Молодёжная поселковая администрация) — адміністративна одиниця у складі Осакаровського району Карагандинської області Казахстану. Адміністративний центр — селище Молодіжний.
Населення — 5806 осіб (2021; 6139 у 2009, 6817 у 1999, 7876 у 1989).
Станом на 1989 рік існувала Молодіжна селищна рада (смт Молодіжний) ліквідованого Молодіжного району.